# Persone di cognome Schmidt
| Questa pagina contiene informazioni ricavate automaticamente dalle voci biografiche con l'ausilio del template Bio e di un bot. L'aggiornamento è periodico e automatico e ricostruisce completamente la pagina. Se manca una persona in questa lista, sei pregato di non aggiungerla, ma accertati piuttosto che la sua voce biografica contenga il template Bio e che i dati anagrafici siano correttamente compilati. Se il template Bio manca, inseriscilo tu stesso o, in alternativa, metti l'avviso {{tmp\|Bio}} che ne segnala la mancanza. Se i dati riportati sono sbagliati, correggi direttamente la voce biografica; le modifiche saranno visibili in questa lista entro pochi giorni. Per chiarimenti vedi il progetto antroponimi. La lista contiene solo le 169 persone che sono citate nell'enciclopedia e per le quali è stato implementato correttamente il template Bio. Pagina aggiornata al 23 lug 2025. |

Questa è una lista di persone presenti nell'enciclopedia che hanno il cognome Schmidt, suddivise per attività principale.

## Allenatori di calcio(7)
- Alexander Schmidt, allenatore di calcio tedesco (Augusta, n. 1968)
- Aki Schmidt, allenatore di calcio e calciatore tedesco (Dortmund, n. 1935 - Dortmund, † 2016)
- Bodo Schmidt, allenatore di calcio e ex calciatore tedesco (Niebüll, n. 1967)
- Frank Schmidt, allenatore di calcio e ex calciatore tedesco (Heidenheim an der Brenz, n. 1974)
- Georg Schmidt, allenatore di calcio austriaco (n. 1927 - † 1990)
- Klaus Schmidt, allenatore di calcio austriaco (Graz, n. 1967)
- Roger Schmidt, allenatore di calcio e ex calciatore tedesco (Kierspe, n. 1967)

## Allevatrici(1)
- Anna Ecklund, allevatrice statunitense (Milwaukee, n. 1882 - Milwaukee, † 1941)

## Ambientaliste(1)
- Loki Schmidt, ambientalista tedesca (Amburgo, n. 1919 - Amburgo, † 2010)

## Archeologi(1)
- Erich Schmidt, archeologo tedesco (Baden-Baden, n. 1897 - Santa Barbara, † 1964)

## Architetti(1)
- Johann George Schmidt, architetto e ebanista tedesco (Fürstenwalde, n. 1707 - Dresda, † 1774)

## Artisti(2)
- Nicolaus Schmidt, artista, pittore e fotografo tedesco (Arnis, n. 1953)
- Peter Schmidt, artista, pittore e insegnante tedesco (Berlino, n. 1931 - La Gomera, † 1980)

## Astronomi(2)
- Johann Friedrich Julius Schmidt, astronomo e geofisico tedesco (Eutin, n. 1825 - Atene, † 1884)
- Maarten Schmidt, astronomo statunitense (Groningen, n. 1929 - Fresno, † 2022)

## Attori(5)
- Frederick Schmidt, attore britannico (Londra, n. 1984)
- Jason Schmidt, attore e cantautore statunitense (Chicago, n. 2003)
- Jürgen Schmidt, attore tedesco (Bochum, n. 1938 - Monaco di Baviera, † 2004)
- Kevin Schmidt, attore, regista e produttore televisivo statunitense (Andover, n. 1988)
- Bob Smith, attore statunitense (Buffalo, n. 1917 - Hendersonville, † 1998)

## Attrici(3)
- Noémie Schmidt, attrice svizzera (Sion, n. 1990)
- Roswita Schmidt, attrice tedesca
- Wrenn Schmidt, attrice statunitense (Lexington, n. 1983)

## Aviatori(2)
- Erich Schmidt, aviatore tedesco (Neuhaus am Rennweg, n. 1914 - † 1941)
- Roman Schmidt, aviatore austro-ungarico (Varaždin, n. 1893 - † 1959)

## Biologi(1)
- Ernst Johannes Schmidt, biologo danese (Jægerspris, n. 1877 - Copenaghen, † 1933)

## Bobbisti(2)
- Hans Schmidt, bobbista tedesco
- Robert Schmidt, bobbista tedesco

## Boia(1)
- Franz Schmidt, boia tedesco (Hof, n. 1555 - Norimberga, † 1634)

## Botanici(1)
- Eduard Oscar Schmidt, botanico e zoologo tedesco (Torgau, n. 1823 - Strasburgo, † 1886)

## Calciatori(18)
- Luís Eduardo Schmidt, ex calciatore brasiliano (Jaú, n. 1979)
- Alexander Schmidt, calciatore austriaco (Vienna, n. 1998)
- Bryan Schmidt, calciatore argentino (La Plata, n. 1995)
- Christian Schmidt, calciatore tedesco (n. 1888 - † 1917)
- Doke Schmidt, calciatore olandese (Heerenveen, n. 1992)
- Dominik Schmidt, ex calciatore tedesco (Berlino, n. 1987)
- Hans Schmidt, calciatore e allenatore di calcio tedesco (Fürth, n. 1893 - † 1971)
- Hans Schmidt, calciatore tedesco (n. 1887 - † 1916)
- Heinrich Schmidt, calciatore tedesco (n. 1912 - † 1988)
- Damián Schmidt, ex calciatore argentino (Santa Rosa, n. 1992)
- Isaac Schmidt, calciatore svizzero (Losanna, n. 1999)
- Jens Schmidt, ex calciatore tedesco orientale (Karl-Marx-Stadt, n. 1963)
- Karl Schmidt, calciatore tedesco (Wabern, n. 1932 - Gottinga, † 2018)
- Markus Schmidt, ex calciatore austriaco (Wiener Neustadt, n. 1977)
- Niklas Schmidt, calciatore tedesco (Kassel, n. 1998)
- Patrick Schmidt, calciatore austriaco (n. 1998)
- Patrick Schmidt, calciatore tedesco (Homburg, n. 1993)
- Wilhelm Schmidt, calciatore e allenatore di calcio tedesco (Duisburg, n. 1923)

## Calciatrici(2)
- Bianca Schmidt, calciatrice tedesca (Gera, n. 1990)
- Sophie Schmidt, calciatrice canadese (Winnipeg, n. 1988)

## Canoisti(1)
- Thomas Schmidt, canoista tedesco (Bad Kreuznach, n. 1976)

## Canottieri(2)
- Pavel Schmidt, canottiere cecoslovacco (Bratislava, n. 1930 - Evilard, † 2001)
- Richard Schmidt, canottiere tedesco (Ulma, n. 1987)

## Cantanti(1)
- Kendall Schmidt, cantante, attore e ballerino statunitense (Wichita, n. 1990)

## Cantautrici(1)
- Femme Schmidt, cantautrice tedesca (Coblenza, n. 1990)

## Cestisti(7)
- Rick Schmidt, ex cestista statunitense (Royal, n. 1953)
- Casey Schmidt, ex cestista statunitense (Chicago, n. 1970)
- Daniel Schmidt, cestista tedesco (Bamberga, n. 1990)
- Ernest Schmidt, cestista statunitense (Nashville, n. 1911 - Kansas, † 1986)
- Harv Schmidt, cestista e allenatore di pallacanestro statunitense (Kankakee, n. 1935 - Windsor, † 2020)
- Stefan Schmidt, ex cestista tedesco (Schwandorf, n. 1989)
- Willard Schmidt, cestista statunitense (Swanton, n. 1910 - Coffeyville, † 1965)

## Chitarristi(1)
- Manni Schmidt, chitarrista tedesco (Andernach, n. 1964)

## Ciclisti su strada(1)
- Mads Würtz Schmidt, ciclista su strada danese (Randers, n. 1994)

## Climatologi(1)
- Gavin Schmidt, climatologo britannico

## Compositori(5)
- Daniel Schmidt, compositore statunitense
- Irmin Schmidt, compositore e tastierista tedesco (Berlino, n. 1937)
- Johann Christoph Schmidt, compositore e direttore d'orchestra tedesco (Hohnstein, n. 1664 - Dresda, † 1728)
- Ole Schmidt, compositore, direttore d'orchestra e pianista danese (Copenaghen, n. 1928 - Marciac, † 2010)
- Uwe Schmidt, compositore e musicista tedesco (Francoforte sul Meno, n. 1968)

## Dirigenti d'azienda(1)
- Carsten Schmidt, dirigente d'azienda tedesco (Luneburgo, n. 1963)

## Dirigenti sportivi(2)
- Martin Schmidt, dirigente sportivo e allenatore di calcio svizzero (Naters, n. 1967)
- Torsten Schmidt, dirigente sportivo, ex ciclista su strada e pistard tedesco (Schwelm, n. 1972)

## Disc jockey(1)
- DJ Dean, disc-jockey tedesco (Amburgo, n. 1975)

## Discoboli(2)
- Torsten Schmidt, ex discobolo tedesco (Rostock, n. 1974)
- Wolfgang Schmidt, ex discobolo e pesista tedesco (Berlino Est, n. 1954)

## Etnologi(1)
- Wilhelm Schmidt, etnologo, antropologo e linguista austriaco (Hörde, n. 1868 - Friburgo, † 1954)

## Filosofi(1)
- Alfred Schmidt, filosofo e sociologo tedesco (Berlino, n. 1931 - Francoforte sul Meno, † 2012)

## Fisici(1)
- Brian P. Schmidt, fisico statunitense (Missoula, n. 1967)

## Fisiologi(1)
- Alexander Schmidt, fisiologo tedesco (Muhu, n. 1831 - Tartu, † 1894)

## Fondiste(1)
- Sonjaa Schmidt, fondista canadese (n. 2002)

## Funzionari(2)
- Paul Carell, funzionario e scrittore tedesco (Kelbra, n. 1911 - Rottach-Egern, † 1997)
- Paul-Otto Schmidt, funzionario tedesco (n. 1899 - † 1970)

## Generali(5)
- Arthur Schmidt, generale tedesco (Amburgo, n. 1895 - Karlsruhe, † 1987)
- Gustav Schmidt, generale tedesco (Carsdorf, n. 1894 - Belgorod, † 1943)
- Harry Schmidt, generale statunitense (Holdrege, n. 1886 - † 1968)
- Kurt Schmidt, generale tedesco (Francoforte sul Meno, n. 1891 - Aalsmeer, † 1945)
- Rudolf Schmidt, generale tedesco (Berlino, n. 1886 - Krefeld, † 1957)

## Geologi(1)
- Carl Friedrich Schmidt, geologo, paleontologo e botanico estone (Kaisma, n. 1832 - San Pietroburgo, † 1908)

## Giavellottiste(1)
- Kate Schmidt, ex giavellottista statunitense (Long Beach, n. 1953)

## Giavellottisti(1)
- Bill Schmidt, ex giavellottista statunitense (Muse, n. 1947)

## Ginnaste(1)
- Magdalena Schmidt, ex ginnasta tedesca (Lauchhammer, n. 1949)

## Ginnasti(1)
- Dylan Schmidt, ginnasta neozelandese (Southport, n. 1997)

## Giocatori di baseball(1)
- Mike Schmidt, ex giocatore di baseball statunitense (Dayton, n. 1949)

## Giocatori di football americano(1)
- Joe Schmidt, giocatore di football americano e allenatore di football americano statunitense (Pittsburgh, n. 1932 - Allen Park, † 2024)

## Giornalisti(1)
- Oliver Schmidt, giornalista tedesco (Brachelen, n. 1972)

## Hockeisti su ghiaccio(1)
- Milt Schmidt, hockeista su ghiaccio e allenatore di hockey su ghiaccio canadese (Kitchener, n. 1918 - Westwood, † 2017)

## Imprenditori(1)
- Eric Schmidt, imprenditore, dirigente d'azienda e collezionista d'arte statunitense (Falls Church, n. 1955)

## Ingegneri(1)
- Paul Schmidt, ingegnere e inventore tedesco (Hagen, n. 1898 - Monaco di Baviera, † 1976)

## Librettisti(1)
- Giovanni Schmidt, librettista italiano (Livorno - Napoli)

## Linguisti(1)
- Johannes Schmidt, linguista tedesco (Prenzlau, n. 1843 - Berlino, † 1901)

## Matematici(2)
- Erhard Schmidt, matematico tedesco (Dorpat, n. 1876 - Berlino, † 1959)
- Wolfgang M. Schmidt, matematico austriaco (Vienna, n. 1933)

## Medici(1)
- Johann Adam Schmidt, medico e oculista austriaco (Aub, n. 1759 - Vienna, † 1809)

## Mezzofondisti(1)
- Paul Schmidt, ex mezzofondista tedesco (Nebrowo Wielkie, n. 1931)

## Militari(3)
- Pëtr Petrovič Schmidt, militare, comandante marittimo e rivoluzionario russo (Odessa, n. 1867 - Berezan, † 1906)
- Fritz Schmidt, militare tedesco (Eibau, n. 1906 - Germania Ovest, † 1982)
- Hans Walter Schmidt, militare tedesco (Breslavia, n. 1912 - Francoforte sul Meno, † 1934)

## Modelle(1)
- Marlene Schmidt, modella e attrice tedesca (Breslavia, n. 1937)

## Montatori(1)
- Arthur Schmidt, montatore statunitense (Los Angeles, n. 1937 - Santa Barbara, † 2023)

## Musicisti(1)
- Franz Schmidt, musicista austriaco (Presburgo, n. 1874 - Vienna, † 1939)

## Nuotatori(2)
- Andreas Schmidt, ex nuotatore tedesco (Düsseldorf, n. 1959)
- Fred Schmidt, ex nuotatore statunitense (Evanston, n. 1943)

## Nuotatrici(2)
- Carmela Schmidt, ex nuotatrice tedesca orientale (Halle, n. 1962)
- Ingrid Schmidt, nuotatrice tedesca orientale (Rudolstadt, n. 1945 - Zimmern ob Rottweil, † 2023)

## Orientalisti(2)
- Carl Schmidt, orientalista tedesco (Hagenow, n. 1868 - Cairo, † 1938)
- Isaac Jacob Schmidt, orientalista olandese (Amsterdam, n. 1779 - † 1847)

## Ottici(1)
- Bernhard Schmidt, ottico e astronomo tedesco (Nargen, n. 1879 - Bergedorf, † 1935)

## Pallamanisti(2)
- Erik Schmidt, pallamanista tedesco (Magonza, n. 1992)
- Rasmus Lauge Schmidt, pallamanista danese (Randers, n. 1991)

## Pallanuotisti(1)
- Peter Schmidt, ex pallanuotista tedesco orientale (Eisenberg, n. 1937)

## Pedagogisti(1)
- Karl Schmidt, pedagogista tedesco (Osternienburg, n. 1819 - Köthen, † 1864)

## Pesisti(1)
- Marco Schmidt, ex pesista tedesco (n. 1983)

## Pittori(1)
- Martin Johann Schmidt, pittore austriaco (Grafenwörth, n. 1718 - Krems an der Donau, † 1801)

## Politiche(1)
- Ulla Schmidt, politica tedesca (Aquisgrana, n. 1949)

## Politici(8)
- Derek Schmidt, politico statunitense (Independence, n. 1968)
- Fritz Schmidt, politico tedesco (Eisbergen, n. 1903 - Chartres, † 1943)
- Giulio Schmidt, politico italiano (Trento, n. 1944 - Cernusco sul Naviglio, † 2016)
- Christian Schmidt, politico tedesco (Obernzenn, n. 1957)
- Helmut Schmidt, politico tedesco (Amburgo, n. 1918 - Amburgo, † 2015)
- Olle Schmidt, politico svedese (Skärv, n. 1949)
- Otto Schmidt, politico tedesco (Paderborn, n. 1842 - Berlino, † 1910)
- Wolfgang Schmidt, politico tedesco (Amburgo, n. 1970)

## Produttori cinematografici(1)
- Pete Smith, produttore cinematografico statunitense (New York, n. 1892 - Santa Monica, † 1979)

## Progettisti(1)
- Ernst Schmidt, progettista tedesco (Norimberga, n. 1905 - Norimberga, † 1993)

## Rapper(1)
- Mange Schmidt, rapper svedese (Malmö, n. 1973)

## Registi(2)
- Eckhart Schmidt, regista, produttore cinematografico e scrittore tedesco (Šternberk, n. 1938 - Monaco di Baviera, † 2024)
- Rob Schmidt, regista statunitense (Splippery Rock, n. 1965)

## Rugbisti a 15(1)
- Joe Schmidt, rugbista a 15, allenatore di rugby a 15 e insegnante neozelandese (New Plymouth, n. 1965)

## Saltatori con gli sci(2)
- Olaf Schmidt, ex saltatore con gli sci tedesco orientale
- Rainer Schmidt, ex saltatore con gli sci tedesco (Langewiesen, n. 1948)

## Scacchisti(2)
- Paul Felix Schmidt, scacchista e chimico estone (Narva, n. 1916 - Allentown, † 1984)
- Włodzimierz Schmidt, scacchista polacco (Poznań, n. 1943 - † 2023)

## Schermidori(2)
- Fabian Schmidt, schermidore tedesco (n. 1975)
- Richard Schmidt, schermidore tedesco (Tauberbischofsheim, n. 1992)

## Sciatori alpini(1)
- Didier Schmidt, ex sciatore alpino francese (Sainte-Croix-en-Plaine, n. 1967)

## Sciatori freestyle(1)
- Jared Schmidt, sciatore freestyle canadese (Ottawa, n. 1997)

## Sciatrici alpine(1)
- Bigna Schmidt, sciatrice alpina e nuotatrice svizzera (Chur)

## Sciatrici freestyle(1)
- Hannah Schmidt, sciatrice freestyle canadese (Ottawa, n. 1994)

## Scrittori(2)
- Arno Schmidt, scrittore e traduttore tedesco (Amburgo, n. 1914 - Celle, † 1979)
- Gary D. Schmidt, scrittore statunitense (Hicksville, n. 1957)

## Scrittrici(2)
- Annie M. G. Schmidt, scrittrice olandese (Kapelle, n. 1911 - Amsterdam, † 1995)
- Kathrin Schmidt, scrittrice e poetessa tedesca (Gotha, n. 1958)

## Slittiniste(2)
- Bettina Schmidt, slittinista tedesca orientale (Staßfurt, n. 1960 - † 2019)
- Cerstin Schmidt, ex slittinista tedesca orientale (Zwickau, n. 1963)

## Slittinisti(1)
- Markus Schmidt, ex slittinista austriaco (Innsbruck, n. 1968)

## Sollevatori(1)
- Alfred Schmidt, sollevatore estone (Hageri, n. 1898 - Tallinn, † 1972)

## Storici(2)
- Ludwig Schmidt, storico tedesco (Dresda, n. 1862 - Dresda, † 1944)
- Wilhelm Adolf Schmidt, storico tedesco (Berlino, n. 1812 - Jena, † 1887)

## Storici dell'arte(1)
- Eike Schmidt, storico dell'arte, funzionario e politico tedesco (Friburgo in Brisgovia, n. 1968)

## Storici della letteratura(1)
- Erich Schmidt, storico della letteratura tedesco (Jena, n. 1853 - Berlino, † 1913)

## Tennisti(1)
- Ulf Schmidt, ex tennista svedese (Nacka, n. 1934)

## Tenori(1)
- Joseph Schmidt, tenore e attore austro-ungarico (Dawideny, n. 1904 - Girenbad, † 1942)

## Tipografi(1)
- Joost Schmidt, tipografo e pittore tedesco (Wunstorf, n. 1893 - Norimberga, † 1948)

## Tiratori di fune(1)
- Eugen Schmidt, tiratore di fune, tiratore a segno e velocista danese (Copenaghen, n. 1862 - Aalborg, † 1931)

## Velociste(2)
- Leni Schmidt, velocista tedesca (Brema, n. 1906 - Brema, † 1985)
- Alica Schmidt, velocista tedesca (Worms, n. 1998)

## Zoologi(1)
- Karl Patterson Schmidt, zoologo statunitense (Lake Forest, n. 1890 - Chicago, † 1957)

## Senza attività specificata(1)
- Miloslav Schmidt, vigile del fuoco, attore e editore slovacco (Mošovce, n. 1881 - Martin, † 1934)